# Heinrich II. (Baden-Hachberg)

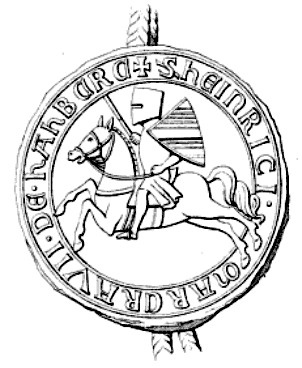

Markgraf Heinrich II. von Baden-Hachberg (* vor 1231; † um 1297/1298) war von 1231 bis 1289 regierender Markgraf von Baden-Hachberg.

## Leben
Heinrich war der älteste Sohn des Markgrafen Heinrich I. von Baden-Hachberg und der Agnes von Urach, einer Tochter des Grafen Egino IV. von Urach. 1231 folgte er – unter Vormundschaft seiner Mutter stehend – seinem Vater nach und nahm als Erster der Linie den Titel „Markgraf von Hachberg“ an. 1232 erwarb er den Sausenberg vom Kloster Sankt Blasien. Der Berg war strategisch günstig gelegen in einer Gegend, in der die Hachberger die Vogtei über zwei Propsteien St. Blasiens (Bürgeln und Sitzenkirch) innehatten. Schon bald nach dem Kauf wurde dort die Sausenburg errichtet, die bereits 1246 urkundlich bestand. Er stritt mit den geistlichen Gewalten seines Bereiches und den Grafen von Freiburg wegen verschachtelter Rechts- und Besitzverhältnisse und nahm nach 1250 teil am Streit um Staufer- und Reichsgut, um seine Territorialherrschaft zu arrondieren. Er unterstützte jahrelang Graf Rudolf von Habsburg gegen die Bischöfe von Basel und Straßburg und war 1273 auch Stütze für dessen Königtum. Er half ihm unter anderem gegen die Linie Baden und im Krieg gegen Böhmen in der Schlacht bei Dürnkrut. Er war Gönner der Klöster Tennenbach und Adelhausen. Heinrich dankte um 1293 ab, um Deutsch-Ordensritter zu werden.

## Ehe und Nachkommen
Heinrich II. war verheiratet mit Anna von Üsenberg, Tochter des Freiherrn Rudolf II. Aus dieser Verbindung gingen folgende Kinder hervor:
- Rudolf I., Markgraf von Hachberg-Sausenberg
- Heinrich III., Markgraf von Baden-Hachberg
- Friedrich, Deutschordensritter
- Verena, ⚭ Egino I., Graf von Fürstenberg
- Hermann I., Johannitermeister
- Kunigunde, Nonne zu Adelhausen
- Agnes, ⚭ Walter von Reichenberg
- Elisabeth, Nonne zu Adelhausen